# Schönberg (Mecklemburgo-Pomerania Occidental)
Schönberg es un municipio situado en el distrito de Mecklemburgo Noroccidental, en el estado federado de Mecklemburgo-Pomerania Occidental (Alemania), a una altitud de 7 metros. 

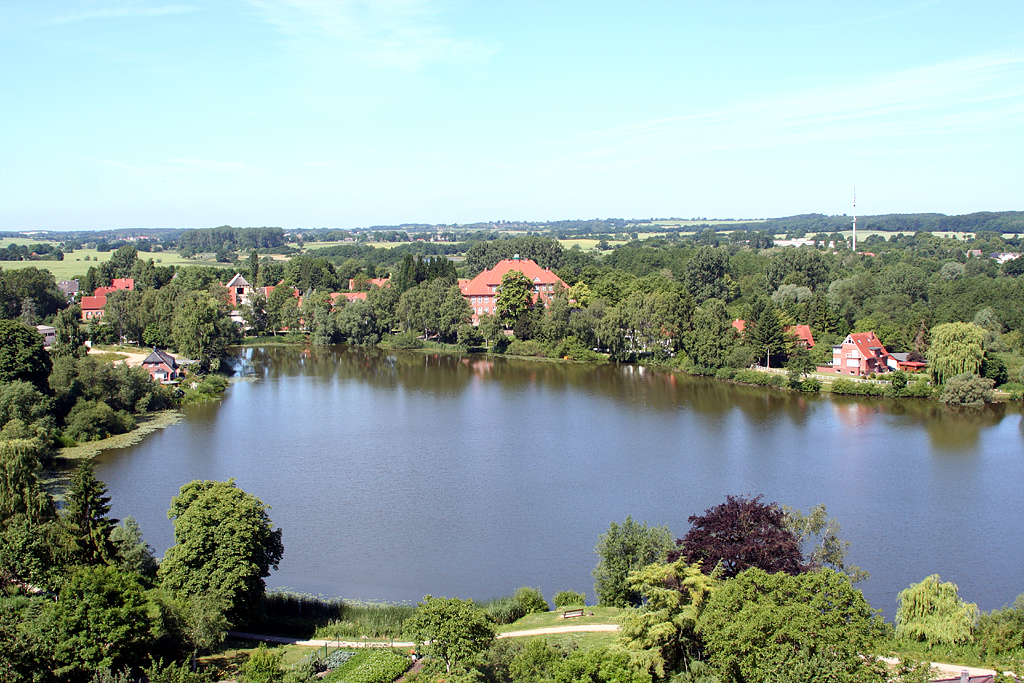
Vista de Schönberg

Su población a finales de 2016 era de 4398 habs. y su densidad poblacional, 120 hab/km².